# Paavo Lötjönen

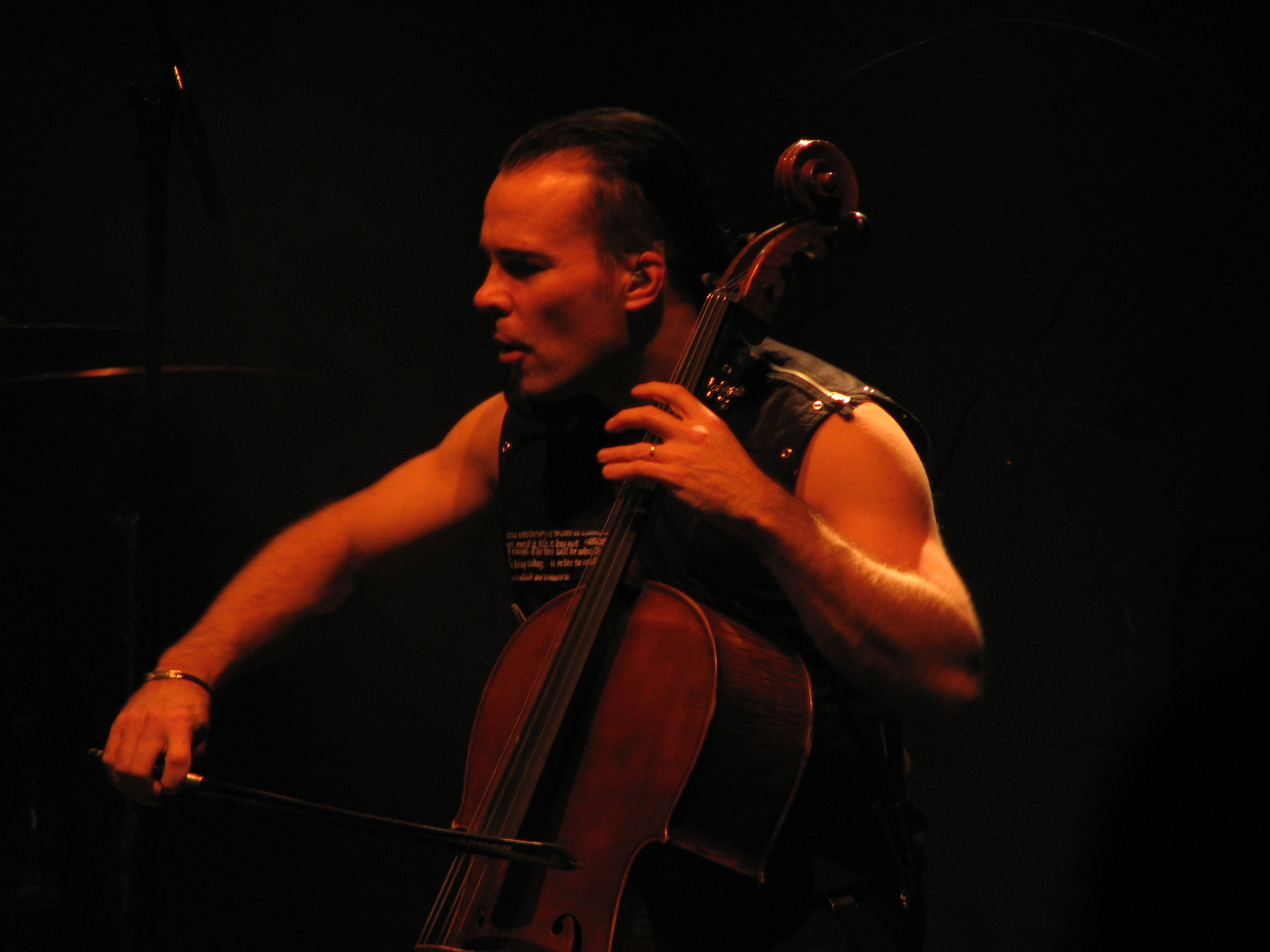
Paavo Lötjönen

Paavo Lötjönen (Kuopio, 29 juli 1968) is een cellist bij de Finse cellorockband Apocalyptica.
Net zoals Eicca Toppinen en Perttu Kivilaakso heeft hij zijn opleiding gedaan aan de Sibelius-Akademie in Helsinki.
Naast het bespelen van de cello is hij ook een celloleerkracht en een ski-instructeur. 
Paavo is getrouwd en heeft 3 kinderen, zijn 2 zonen Okko (2003) en Aki (2006), en zijn dochter Anna (2007).
- Bibsys: 5086083
- International Standard Name Identifier: 0000 0004 0704 951X
- MusicBrainz: 36a39ef2-5ca4-4e01-a83c-205a502856fb
- Nationale Bibliotheek van Tsjechië: xx0201672
- Virtual International Authority File: 169145857906523021359